# パペットズー・ピロミィ
『パペットズー・ピロミィ』は、ヒューマンが1996年2月16日に発売したPlayStation用ゲームソフトである。2010年3月10日にPlayStation Storeのゲームアーカイブスでダウンロード販売をスタートしている。
犬や猫などの様々な動物のパーツ(頭、体、手足など)を正しく組み合わせることで、その動物を完成させることが目的の幼児向け教育ソフトである。作った動物は草原や森などのフィールドへ放すことができる。
しかし異なるパーツを組み合わせてもゲームオーバーなどにはならないため「ゾウの頭と馬の脚を持つペンギン」など異形な姿の生き物（キメラ）を作ることも可能である。